# Avondale (Colorado)
Avondale è un centro abitato (census-designated place) degli Stati Uniti d'America, situato nella contea di Pueblo dello stato del Colorado. Nel censimento del 2000 la popolazione era di 754 abitanti.

## Geografia fisica
Secondo i rilevamenti dell'United States Census Bureau, Avondale si estende su una superficie di 9,7 km².